# コロナ質量放出

CME（コロナ質量放射）は、コロナグラフで通常に観測される。

コロナ質量放出（コロナしつりょうほうしゅつ、Coronal mass ejection、CME）とは、太陽活動に伴い、太陽から惑星間空間内へ突発的にプラズマの塊が放出される現象。宇宙飛行士や飛行機パイロットの人体に与える影響も大きい。

## 概要
| 太陽は、磁気嵐につながる太陽コロナ質量放出の強い南向きの磁場をどのように生み出すのか。 |

コロナ質量放出は元来1970年代にスカイラブに搭載されたコロナグラフにより最初に発見されたものの、当時は太陽フレアに伴う爆風ではないかと考えられており、コロナ突発現象 (coronal transient) と呼ばれていた。しかしながらより詳細な研究が進むにつれて、単なる爆風ではなく実際に大規模な質量が太陽から放出されていることが解明され、現在のようにコロナ質量放出と呼ばれるようになった。
太陽フレアにともなって放出されることが多いものの、太陽フレアより先に起こったり、太陽フレアとは独立に発生することも約半数ある。このことから両者に因果関係が無いように考えられる。しかし、太陽観測衛星ようこうのX線観測による最近の研究では強度の弱いX線データを精密に分析すると、通常のフレアと酷似した巨大X線アーケード構造がみられることが判明し、フレアと何らかの関係があることも推察される。
すなわち、突発的磁気エネルギー解放（≒フレア）によって巨大X線アーケードも生ずるため、大半のCMEでは巨大X線アーケード現象とともに発生するのでフレアとは因果関係がある、といえるわけである。
いずれにせよ両者は共通の原因、『太陽磁場の影響（突発的磁気流体エネルギー解放現象という）』に帰せられる現象である。太陽の磁気エネルギーが解放され、電磁放射エネルギーに変換されるのが太陽フレア、力学的な運動エネルギーに変換されるのがコロナ質量放出であるといえる。
観測によると、惑星間空間における規模は非常に大きく、エネルギー的にも高く、高温のプラズマや相対論的な高エネルギー物質の集合体である。
放出されたプラズマは通常の太陽風の速度 ( - 400 km/sec) よりも速く広がり、CMEsによって圧縮された空間に発生するショック面（通常、CMEsの前面）の速度は、700 - 800 km/secにも達する場合がある。
放出される質量は1012 kg（10億トン、地球の重さの約6兆分の1に匹敵する）にも上り、速度は秒速30キロから3000キロメートル、太陽からCMEが放出される角度は50度程度で時間変化はあまりなく、このため太陽から距離が離れるとCMEの大きさは自己相似的に大きくなる。また、全運動エネルギーは1029から1032エルグ程度でありこれは太陽フレアのエネルギーと同レベルである。
CMEは3部構造 (three-part structure) をなしており、外側がループまたはシェル構造、内側がプロミネンス、その中間が空洞という階層構造をなしている。とくにプロミネンス近傍の磁気構造が螺旋状となっているため、惑星間空間撹乱 (interplanetary disturbance) を引き起こし、これが地球磁気圏に衝突すると、大きな地磁気変動が引き起こされる。上記動画からは螺旋状の磁束管が噴出している様子が見て取れ、惑星間空間に伝播することで、磁気ロープなどをなすわけである。
CMEは惑星間空間において太陽風と相互作用をするため、初速度は秒速30から3000キロメートルと多岐にわたるが、地球近傍では秒速300から800キロメートル程度に加減速される。このため、この太陽風との相互作用によって衝撃波を形成したCMEはICME（Interplanetary CME、惑星間コロナ質量放出）とも呼ばれる。前方の衝撃波とICME本体のプラズマの中間領域では高温高密度の状態になっており、プラズマ中のヘリウム比率は通常の太陽風よりも高めになっている。またプラズマの磁場はフォースフリー状態（ローレンツ力がゼロの状態）になっており、螺旋状のループ構造となっているわけである。
とくに太陽フレアよりも地球磁場への影響が大きいとされており、地磁気変動の原因である南向きの磁場は上述の通りICME（CMEの成れの果て）の螺旋状の磁気ロープ（ヘリカルにねじれた磁束管）が磁気圏に衝突することによって引き起こされるため、直接被害は太陽フレアに比べこちらのほうが大きいという主張がゴスリング (J. T. Gosling) によってなされている（フレア神話批判）。